# Божиківська сільська рада
Бо́жиківська сільська́ ра́да — адміністративно-територіальна одиниця та орган місцевого самоврядування в Бережанському районі Тернопільської області. Адміністративний центр — село Божиків.

## Загальні відомості
- Територія ради: 26,084 км²
- Населення ради: 1 323 особи (станом на 2001 рік)
- Територією ради протікає річка Золота Липа

## Населені пункти
Сільській раді були підпорядковані населені пункти:
- с. Божиків
- с. Квіткове
- с. Волощина

### Колишні населені пункти
- хутір Лази — належав до Божиківської сільради.[2]
- хутір Раковець — належав до Волощинської сільради.

## Історія
Спочатку утворена у складі Підгаєцького району, після його ліквідації увійшла до Бережанського району і лишилася у його складі після відновлення Підгаєцького району.
Село Волощина раніше утворювало окрему сільську раду, згодом дві адміністративно-територіальні одиниці було об'єднано.

## Географія
На території сільради, поблизу хутора Лози, розташований ботанічний заказник місцевого значення «Кизилові гаї», гідрологічна пам'ятка місцевого значення «Джерела в Лозах».

## Склад ради
Рада складалася з 16 депутатів та голови.
- Голова ради: Щур Володимир Остапович
- Секретар ради: Зінь Ольга Михайлівна

### Керівний склад попередніх скликань
| Прізвище, ім'я, по батькові | Основні відомості                                                 | Дата обрання | Дата звільнення |
| --------------------------- | ----------------------------------------------------------------- | ------------ | --------------- |
| Щур Володимир Остапович     | Сільський голова, 1971 року народження, освіта вища, безпартійний | 26.03.2006   | 31.10.2010      |
| Щур Володимир Остапович     | Сільський голова, 1971 року народження, освіта вища, безпартійний | 31.10.2010   |                 |

Примітка: таблиця складена за даними сайту Верховної Ради України

### Депутати
За результатами місцевих виборів 2010 року депутатами ради стали:

#### За суб'єктами висування
| Суб'єкт висування                     | Кількість обраних депутатів | %    |
| ------------------------------------- | --------------------------- | ---- |
| Самовисування                         | 11                          | 68,8 |
| Політична партія Народний Рух України | 4                           | 25   |
| Політична партія «Наша Україна»       | 1                           | 6,3  |

#### За округами
| № округу                              | Прізвище, ім'я, по батькові      | Дата визнання обраним | Освіта             | Партійна приналежність                | Відомості про обраного депутата              |
| ------------------------------------- | -------------------------------- | --------------------- | ------------------ | ------------------------------------- | -------------------------------------------- |
| Політична партія Народний Рух України |                                  |                       |                    |                                       |                                              |
| 1                                     | Головацька Віра Миколаївна       | 02.11.2010            | вища               | член Народного Руху України           | тимчасово не працює                          |
| 2                                     | Солонинка Микола Федорович       | 02.11.2010            | середня спеціальна | член Народного Руху України           | тимчасово не працює                          |
| 5                                     | Юрьків Галина Василівна          | 02.11.2010            | вища               | член Народного Руху України           | Божиківська сільська рада, бухгалтер         |
| 6                                     | Фітяк Надія Василівна            | 02.11.2010            | вища               | позапартійна                          | тимчасово не працює                          |
| Політична партія «Наша Україна»       |                                  |                       |                    |                                       |                                              |
| 12                                    | Скасків Михайло Іванович         | 02.11.2010            | середня спеціальна | член Політичної партії «Наша Україна» | Сільська амбулаторія, їздовий                |
| Самовисування                         |                                  |                       |                    |                                       |                                              |
| 3                                     | Котик Ольга Михайлівна           | 02.11.2010            | вища               | позапартійна                          | Божиківська загальноосвітня школа, вчитель   |
| 4                                     | Іванчишин Олег Володимирович     | 15.06.2014            | незакінчена вища   | позапартійний                         | Бережанський агротехнічний інститут, студент |
| 7                                     | Голубєв Олександр Юрійович       | 02.11.2010            | незакінчена вища   | позапартійний                         | студент                                      |
| 8                                     | Кудла Оксана Миронівна           | 02.11.2010            | середня спеціальна | позапартійна                          | тимчасово не працює                          |
| 9                                     | Крутяк Михайло Володимирович     | 04.08.2014            | середня спеціальна | позапартійний                         | , тимчасово не працює                        |
| 10                                    | Куций Василь Іванович            | 02.11.2010            | середня спеціальна | позапартійний                         | тимчасово не працює                          |
| 11                                    | Зінь Ольга Михайлівна            | 02.11.2010            | вища               | член Політичної партії «Наша Україна» | Божиківська сільська рада, секретар          |
| 13                                    | Мидловський Дмитро Володимирович | 26.09.2011            | середня спеціальна | позапартійний                         | тимчасово не працює                          |
| 14                                    | Хвастик Микола Мирославович      | 02.11.2010            | середня спеціальна | позапартійний                         | тимчасово не працює                          |
| 15                                    | Яніцький Василь Богданович       | 02.11.2010            | середня            | позапартійний                         | тимчасово не працює                          |
| 16                                    | Судома Володимир Михайлович      | 02.11.2010            | середня            | позапартійний                         | тимчасово не працює                          |